# 公立宇出津総合病院
公立宇出津総合病院（こうりつうしつそうごうびょういん）は石川県鳳珠郡能登町にある公立病院

## 概要
この節の出典
ベット数100床、外来患者数372人/日、入院患者数73人/日（令和3年度）。
高層棟6階建・地下1階、低層棟2階建の二棟を有する。敷地面積9,519.00㎡、延床面積10,630.61 ㎡。

## 診療科
- 内科
- 循環器科
- 外科
- 消化器科
- 耳鼻咽喉科
- 産婦人科
- 神経科精神科
- 眼科
- 整形外科
- 小児科
- 泌尿器科
- 皮膚科
- 放射線科
- 脳神経外科
- 小児外科
- 心臓血管外科
- リハビリテーション科
- 検診科

## 交通アクセス
この節の出典
- JR金沢駅から高速バスで120分、宇出津病院前下車徒歩1分
- のと鉄道穴水駅から路線バス（北鉄奥能登バス）で60分、宇出津病院前下車徒歩1分